# Накаджима B5N
Накаджима B5N (на японски: 中島 B5N, съюзническо кодово название: Кейт) е японски торпедоносец, използван от Японския имперски флот по време на Втората световна война.

## История и описание
Проектирането на основен торпеден бомбардировач за японския флот започва през 1935 година. През 1937 самолетът на компанията Накаджима извършва първия си полет, и още същата година започва да изпълнява бойни задачи като стандартен бомбардировач над Китай. Пълното название на новия самолет е Палубен бомбардировач тип 97 (九七式艦上攻撃機). Иновациите в машината са спускаемият колесник, сгъваемите криле, обтекаемият кожух на двигателя и възможността за настройка на скоростта на витлото. Бойните задачи над Китай обаче издават основната му слабост, която е присъща за всички японски самолети – липсата на бронелистове и защита за горивните резервоари го прави лесен за сваляне. Командването на флота решава да не добавя тези необходими елементи (защото самолетът би станал по-бавен), а издава заповед за създаването на по-мощен двигател. Смятало се е, че по-бързият изтребител би избягал от вражеските самолети по-лесно, което да компенсира липсата на защита. Новият сериен модел, B5N2, включва много по-мощен двигател и редица други подобрения, и замества B5N1 през 1939. Именно този вариант е използван за нападението над Пърл Харбър. Други самолети от този вариант потапят американските самолетоносачи Йорктаун, Лексингтън и Хорнет чрез торпедна атака.
Кейт са използвани като база за създаването на Накаджима B6N. След като той влиза в употреба, B5N остават на служба като тренировъчни и противоподводникови самолети. Някои са били оборудвани с радари и детектори за магнитни аномалии. През 1945 всички оцелели B5N са преоборудвани като камикадзета, което е една от причините нито една цяла машина да не е запазена след войната. Реплики на B5N2 са създадени от американски изтребители Т-6 Тексан и са използвани в много военно-исторически филми, като Тора! Тора! Тора! и други.

## Варианти
- Тип К – прототип
- B5N1 – първи сериен модел.
- B5N2 – втори, подобрен сериен модел.

## Технически характеристики (B5N2)
- Екипаж: 3 (пилот, командир, радист)
- Дължина: 10,3 м
- Височина: 3,7 м
- Размах на крилете: 15,52 м
- Площ на крилете: 37,7 кв. м
- Тегло – празен: 2270 кг
- Тегло – пълен: 3800 кг
- Макс. скорост: 378 км/ч
- Таван на полета: 7640 м
- Далечина на полета: 980 – 1990 км
- Скороподемност: 6,5 м/сек
- Двигател: 1х 14-цилиндров Накаджима Сакае 21 (1115 к.с.)

### Въоръжение
- 2х 7,7 мм картечници Тип 92 в задна позиция;
- 2х 7,7 мм картечници Тип 97 в крилете;
- 1х 800 кг торпедо или
  - 3х 250 кг бомби или
  - 6х 60 кг бомби